# Portfolio Turnover Ratio
Die Portfolio Turnover Ratio (besser: Portfolio Turnover Rate, Abkürzung: PTR; auch Portfolio-Turnaround-Ratio) ist eine betriebswirtschaftliche Kennzahl und gibt an, wie viele Transaktionen jährlich im Fondsvermögen eines Investmentfonds oder im Portfolio eines Wertpapierdepots vorgenommen wurden. 

## Allgemeines
Es handelt sich um eine Umschlagskennzahl, welche die Umschlagsgeschwindigkeit eines Finanzprodukts oder Finanzinstruments innerhalb eines Bestands und innerhalb einer Rechnungsperiode misst. Deshalb kann hierfür die deutsche Übersetzung Umschichtungsquote oder Umschlagsrate lauten. 
Je näher sich die so ermittelte Kennzahl gegen 0 richtet, umso direkter stehen die getätigten Transaktionen im Zusammenhang mit der Ausgabe und Rücknahme oder Fälligkeit von Anteilscheinen. Transaktionen mit Derivaten werden in die Berechnung der PTR nicht mit einbezogen.
Die PTR ist ein wichtiges Maß für die Transaktionskosten, die ein Fondsmanagement oder Portfoliomanagement verursacht.

## PTR-Formeln
Wenn {\displaystyle PTR=100\%}, dann ist das Portfolio ein Mal in der Berichtsperiode umgeschlagen worden.
Es existieren je nach Land, Aufsichtsbehörden und gesetzlichen Regelungen unterschiedliche Formeln für die Berechnung der PTR. 

### SEC-Formel
Die PTR-Formel nach Definition der United States Securities and Exchange Commission (SEC) lautet:
{\displaystyle PTR={\frac {\mathrm {min} (X,Y)}{M}}}
- min = Minimumfunktion
- {\displaystyle X} = Wert der Käufe von Wertpapieren (im Jahr / 12 Monate),
- {\displaystyle Y} = Wert der Verkäufe von Wertpapieren (im Jahr / 12 Monate),
- {\displaystyle M} = (Monatlicher) Durchschnitt des Gesamtvermögens.

Kritik
Bei dieser Methode werden die Auswirkungen von Cashflows auf Handelsaktivitäten nicht berücksichtigt. Ein Fonds im Wert von 50 Mio. US-Dollar erhält beispielsweise 25 Mio. USD und muss Instrumente kaufen, um die 25 Mio. USD-Investition mit dem Rest des Fonds in Einklang zu bringen. Dies könnte zu einer überhöhten Umsatzzahl führen, da ein großer Teil der Handelsaktivitäten auf Cashflows zurückzuführen sein könnte, die nicht unter der Kontrolle des Portfoliomanagers stehen. Das Portfolio könnte nach dieser Formel als sehr aktives Portfolio erscheinen, aber in gewisser Weise versucht die Formel, dem entgegenzuwirken, indem sie das Minimum der Käufe und Verkäufe während des gesamten Zeitraums zugrunde legt. Durch die Verwendung des Durchschnittswerts der im Zähler enthaltenen Vermögenswerte könnte sich die Kennzahl auch um einige Prozentpunkte erhöhen, da im Vergleich zum Gesamtmarktwert des Fonds ein niedrigerer Wert verwendet wird.

### OGAW-Formel
Die Formel nach der OGAW-Richtlinie unterscheidet sich von der SEC-Formel, indem die Summe der Käufe und Verkäufe gebildet wird und das Volumen des Anteilsscheingeschäfts von den Wertpapierumsätzen abgezogen wird.
{\displaystyle PTR={\frac {(X+Y)-(A+R)}{M}}}.
- {\displaystyle A} = Wert der Ausgabe von Anteilsscheinen des Fonds (im Jahr / 12 Monate),
- {\displaystyle R} = Wert der Rücknahmne von Anteilsscheinen des Fonds (im Jahr / 12 Monate).

Bei der Berechnung des durchschnittlichen Nettovermögens sind die jeweils ermittelten Nettoinventarinventarwerte zugrunde zu legen, so beispielsweise die täglichen Nettoinventarwerte, wenn die Berechnung mit Genehmigung der für den OGAW zuständigen Behörden in der Regel täglich erfolgt. Ebenfalls berücksichtigt werden müssen Umstände oder Ereignisse, die irreführende Zahlen zur Folge haben könnten.
Kritik
Das Hauptproblem bei dieser Formel war, dass sie eine negative Umsatzquote ergab, wenn die Cashflows die Gesamtzahl der Transaktionen überstiegen, was eindeutig keinen Sinn ergibt. Außerdem würde sie das Verhältnis aufblähen, wenn der Fonds viele „gepaarte“ Geschäfte tätigt (d. h. ein Instrument kauft, um ein anderes zu verkaufen).

## Transaktionskosten für neue PRIIP und die Nutzung des Portfolio-Turnovers
Die PRIIPs (Verordnung (EU) Nr. 1286/2014) Regulierung erfordert die Berechnung von 3 Jahren Transaktionskosten. Bei PRIIPs die noch keine Historie von 3 Jahren aufweisen, können verschiedenen Skalierungs- oder Schätzmethodiken verwendet werden. Für Produkte, die keinerlei Historie (<6 Monate) aufweisen, muss ein geschätzter Portfolioumsatz erzeugt werden und für die Berechnung verwendet werden. Der Portfolioumsatz muss innerhalb einer Anlageklasse berechnet werden. Dadurch ergibt sich für ein Portfolio, mehrere Portfolioumsatzkennzahlen pro Anlageklasse. Die Werte werden dann entsprechend pro Anlageklasse und Jahr zu einer 3-Jahreskennzahl zusammengefasst.
Hierbei ist es fundamental wichtig zu beachten, dass die Regulierung eine Berechnung des Portfolioumsatzes entsprechend der Transaktionen und nicht der Differenz erfordert. Der SEC-Ansatz kann für die Berechnung nicht herangezogen werden. Selbst der OGAW-Richtlinien-Ansatz verwässert die eigentlichen Transaktionskosten. Zu berücksichtigen ist, dass für jede Transaktion entsprechend dem Umsatzvolumen ein prozentualer Kostensatz zugewiesen werden muss (englisch Bid-Ask Spread). Daher ist es notwendig, den eigentlich Transaktionsumsatz basierend auf dem Gesamtumsatz zu berechnen:
| b) | für den verbleibenden Zeitraum bis zu drei Jahren werden die Transaktionskosten durch Multiplikation des jeweils geschätzten Portfolioumsatzes in jeder Anlageklasse nach der unter Buchstabe c beschriebenen Methodik geschätzt; |

| 22. | Der Portfolioumsatz bei einem PRIIP, das weniger als ein Jahr läuft, muss im Einklang mit der in den Emissionsprospekten dargelegten Anlagepolitik geschätzt werden. Der geschätzte Portfolioumsatz bei einem PRIIP, das länger als ein Jahr läuft, muss mit dem tatsächlichen Portfolioumsatz konsistent sein. |

## Wirtschaftliche Aspekte
Verfolgt ein Anleger eine Anlagestrategie des Buy and hold, liegt die PTR in den Jahren vor dem Verkauf oder der Fälligkeit bei Null. Die höchste PTR erreicht im Daytrading der Hochfrequenzhandel. Je höher die PTR, umso höher sind die Transaktionskosten.